# 우베 라인더스
우베 라인더스(독일어: Uwe Reinders, 1955년 1월 19일, 노르트라인-베스트팔렌 주 에센 ~)는 독일의 전직 축구 선수이자 감독이다.

## 선수 경력
전직 공격수였던 라인더스는 1977년과 1985년 사이 베르더 브레멘 소속으로 분데스리가 206경기에 출전해 67골을 기록했다. 해외로 무대를 옮겨 보르도(1985–1986)와 렌(1986–1987)에서도 활약했다. 그는 서독 국가대표팀 경기에 4번 출전했는데, 1982년 월드컵에 참가해 4-1로 이긴 칠레와의 1차 조별 리그 경기에서 4번째 골을 기록해 4-1 승리에 일조했다. 그는 짧은 기간 국가대표팀에서 활약하며 이 경기에서 득점한 골이 그의 유일한 국가대표팀 골이었다. 1987년, 라인더스는 브라운슈바이크에서 선수 겸 감독을 역임했다.

## 감독 경력
현역 은퇴 후, 그는 2. 분데스리가의 브라운슈바이크에서 1988-89 시즌에 지도자로서 계속 활동했다. 브라운슈바이크에서 2년을 보낸 그는 구단을 떠나 동독 NOFV 북동부 오버리가(구칭 DDR 오버리가)의 한자 로스토크를 지도했다. 동독의 독일 축구 연합이 독일 축구 연맹에 흡수되면서 1990-91 시즌은 구 DDR 오버리가 구단들이 독일 축구 리그 구조 개편으로 성적에 따라 편성되는 리그가 달라지는 배치고사격 시즌이었다. 라인더스 감독의 지도 하에, 로스토크는 슈탈 아이젠휘텐슈타트를 꺾고 동독컵을 들어올리고, NOFV 북동부 오버리가도 석권해 1991-92 시즌에 분데스리가로 편입되었다. 1991-92 시즌 초반을 훌륭히 보낸 로스토크는 기량이 크게 떨어져 강등 위기에 처하자 1992년 3월 6일에 구단이 그를 해임했다.
1달 후, 그는 또다른 분데스리가 구단인 뒤스부르크 감독으로 임명되어 빌리베르트 크레머 감독이 떠날 당시 강등 위기에 처한 구단을 구제할 특명을 받았다. 라인더스는 강등을 막지 못했다. 그 다음 시즌 초, 라인더스는 뒤스부르크와 결별했지만, 1993년 10월 21일에 루르 연고 구단을 떠나 또다른 2. 분데스리가 구단 헤르타 베를린 감독이 되었다. 그의 임기는 5개월 만에 경질로 끝났다. 그는 8년 만에 독일 1부 리그 무대를 밟게 되었다. 2002년 10월 25일, 2. 분데스리가의 브라운슈바이크는 라인더스를 다시 감독으로 임명해 페터 폴만이 갓 승격시킨 구단을 맡게 되었다. 그러나, 그는 브라운슈바이크를 1부 리그에 잔류시키지 못했고, 이후 하부 리그인 북부 레기오날리가를 전전하다가 2004년 3월 2일에 해임되었다.
라인더스의 다음 행선지는 포츠하임이었고, 이후 브링쿠머로 둥지를 옮겨 4부 리그인 북부 오버리가로 2005-06 시즌 초에 승격했다. 그러나, 그의 임기는 오래 가지 못했고, 그 다음 시즌 중도에 뒤에서 2위일 때 승점이 7점에 그친 가운데 사퇴했다.

## 수상

### 선수
베르더 브레멘
- 분데스리가 준우승: 1982–83, 1984–85

보르도
- 쿠프 드 프랑스: 1985–86

서독
- 월드컵 준우승: 1982